# Institut Pprime
 (novembre 2022).
L'Institut P' (ou Institut Pprime) est une Unité propre de recherche du CNRS (UPR 3346) située à Poitiers, en partenariat avec l'université de Poitiers et l'ISAE-ENSMA.
Depuis 2023, l'Institut P' est fédéré au sein de l'Institut Fédératif de Recherche Mathématiques, Physique, Sciences de l’ingénierie et du numérique (MPSIN) de l'université de Poitiers.

## Présentation
L'origine du nom peut venir de l'acronyme Pôle Poitevin de Recherche pour l'Ingénieur en Mécanique, Matériaux et Énergétique, que l'on[Qui ?] peut écrire PPRIMME. Mais officiellement, le CNRS retient que Institut P' signifie Institut Polytechnique de Poitiers : Recherche et Ingénierie en Matériaux, Mécanique et Énergétique.
Il appartient aux deux catégories: Institut de physique (INP) et Institut des sciences et de l'ingénierie et des systèmes (INSIS).
Le laboratoire emploie actuellement[Quand ?] 488 personnes (dont 173 enseignants-chercheurs, 34 chercheurs, 174 doctorants et post-doctorants et 107 personnels administratifs et techniques) et constitue le 2e plus important laboratoire français pour ce qui est des sciences de l'ingénierie. Il est basé à Poitiers avec des antennes sur le domaine universitaire de Poitiers et sur le technopole du Futuroscope.
L'institut Pprime est subdivisé en trois départements:
- Physique et mécanique des matériaux
- Fluides, thermique et combustion
- Génie mécanique et systèmes complexes.

En novembre 2010, l'AERES lui décerne la note maximale: A+[source insuffisante].
Au départ, c'est Jean-Paul Bonnet qui dirige le laboratoire. Yves Gervais, aéroacousticien et ancien directeur adjoint de l'ENSIP à la recherche, le remplace en 2014. Le directeur actuel est Karl Joulain.

## Historique
Le laboratoire est né le 1er janvier 2010 du rapprochement de six laboratoires communs entre le CNRS, l'ISAE-ENSMA et l'Université de Poitiers.

## Investissements d'avenir

### «Équipements d'excellence»
L'État, à travers ses investissements d'avenir, a gratifié une première fois l'Institut P' en janvier 2011 pour le projet d'équipements d'excellence Robotex, effectué en partenariat avec d'autres laboratoires français. Il s'agit d'un programme de recherche robotique, en particulier l'informatique logicielle et l'interaction matérielle, pour avoir des répercussions dans le domaine médical et les transports, désormais labellisé Equipex par le Ministère de l'Enseignement supérieur et de la Recherche[source secondaire souhaitée].

### « Laboratoires d'excellence »
La deuxième vague de sélection des projets pour les doter du financement Labex ont vu décerner l'Institut P' en février 2012,. Le nom du projet retenu se nomme Interactifs et se concentre sur les interactions et les transferts aux interfaces entre les fluides et les solides, doté de 3,7 M€,.